# Pogostemon paniculatus
Pogostemon paniculatus là một loài thực vật có hoa trong họ Hoa môi. Loài này được (Willd.) Benth. miêu tả khoa học đầu tiên năm 1830.